# San Marcello Piteglio
San Marcello Piteglio är en kommun i provinsen Pistoia i regionen Toscana i Italien. Kommunen hade 7 938 invånare (2018).
Kommunen San Marcello Piteglio bildades den 1 januari 2017 genom en sammanslagning av de tidigare kommunerna Piteglio och San Marcello Pistoiese.